# La Cruz (Corrientes)
La Cruz é uma cidade argentina, na província de Corrientes, capital do departamento de San Martín, a 426 quilômetros da cidade de Corrientes

## .História
A cidade de La Cruz, província de Corrientes, foi originalmente uma redução jesuíta, fundada pelo padre jesuíta Pedro Romero em 1630, que mais tarde confiou ao padre Cristóbal Altamirano seu endereço por 12 anos, com o nome de Nuestra Señora de La Assunção sobre o rio Acaragua, um afluente ocidental do Uruguai na província de Misiones. Após a grande luta contra os bandeirantes, ele se estabeleceu próximo ao rio Mborore, que também deságua no Uruguai. Era a cidade mais ao norte e estava altamente exposta à agressão de tribos não reduzidas. por isso houve um primeiro êxodo da população para o local onde Yapeyú seria erguido; então - entre 1638 e 1639 - à medida que os ataques bandeirantes se intensificaram, o povo de Santa Cruz abandonou seu assento original na área onde hoje fica Itaquí e atravessou o rio Uruguai para se refazer na Faixa Ocidental, local adotado como definitivo.
A região de La Cruz foi palco de fortes combates entre as tropas argentinas sob o comando de Andrés Guazurary e as tropas luso-brasileiras entre os anos de 1816 e 1821; então, no final da guerra argentino-brasileira, em 1828 as tropas argentinas sob Estanislao López passaram por La Cruz e Itaquí
para recuperar as missões orientais. La Cruz, assim como o departamento de San Martín, fazem parte dos territórios anexados voluntariamente à província de Corrientes porque os moradores da cidade de Corrientes enviaram tropas - particularmente cavalaria - para proteção e conservação da população local durante Século XIX.

## Legado arqueológico

### Relógio solar
Existe um relógio de sol em La Cruz que data do ano de 1700, foi construído pelos aborígines da época liderados pelos pais jesuítas que na época estavam evangelizando a América, é inteiramente esculpido em uma peça e a parte subterrânea é equivalente a 2 / 3 partes do total da peça. Na figura, a data exata da criação da cidade. É considerado o ícone da história de Santa Cruz.

## Turismo

### Praias e spas
A cidade de La Cruz está localizada na margem oeste do rio Uruguai, apresentando 8 quilômetros de praias e resorts com bancos de areia, e quando o Uruguai cede, você pode caminhar, atravessando seu canal. Muito perto do centro de La Cruz fica o Camping Municipal e o Iate Clube Pirá Yapú.

### As Três Colinas
Eles são conhecidos pelos nomes de El Nazareno, 179 metros acima do nível do mar, El Chico, 148 metros, El Capará, 158 metros e El Pelón, 131 metros. Eles permanecem cercados por um reservatório artificial, criado para melhorar a produção de arroz. Um espelho de água cristalina de 5000 hectares foi formado, aproveitando as águas dos estuários. Los Tres Cerros é alcançado a partir da Rota Provincial 114, que liga La Cruz à Mercedes.

### O carnaval
Nas noites de janeiro e fevereiro, durante o carnaval de La Cruz, as três companhias da cidade desfilam pelo Corsodromo: Harlequin, Frum Fru e Los Duendes del Yaguari. O carnaval dura 6 dias.

## Clima
O clima é quente subtropical sem estação seca, com uma temperatura média anual de 21 ° C e chuvas de aproximadamente 1700 milímetros por ano. Os verões são sufocantes devido a temperaturas que ocasionalmente atingem 45º e alta umidade. Por outro lado, os invernos são temperados a frio, pois, considerando os dados dos meses em que há oficialmente dias do inverno do sul (junho, julho, agosto e setembro), eles sempre são registrados no aeroporto mais próximo de La Cruz, localizado em Paso Los Libres (localizada um pouco mais ao sul), as médias de temperatura são as seguintes: mínimo 9,95, média 15,12, máximo 20,25 ° C. No entanto, pode haver um dia com um mínimo de até -1 ° C. Os ventos que mais afetam são os Pampero e os Sudestada.